# 宜春车务段

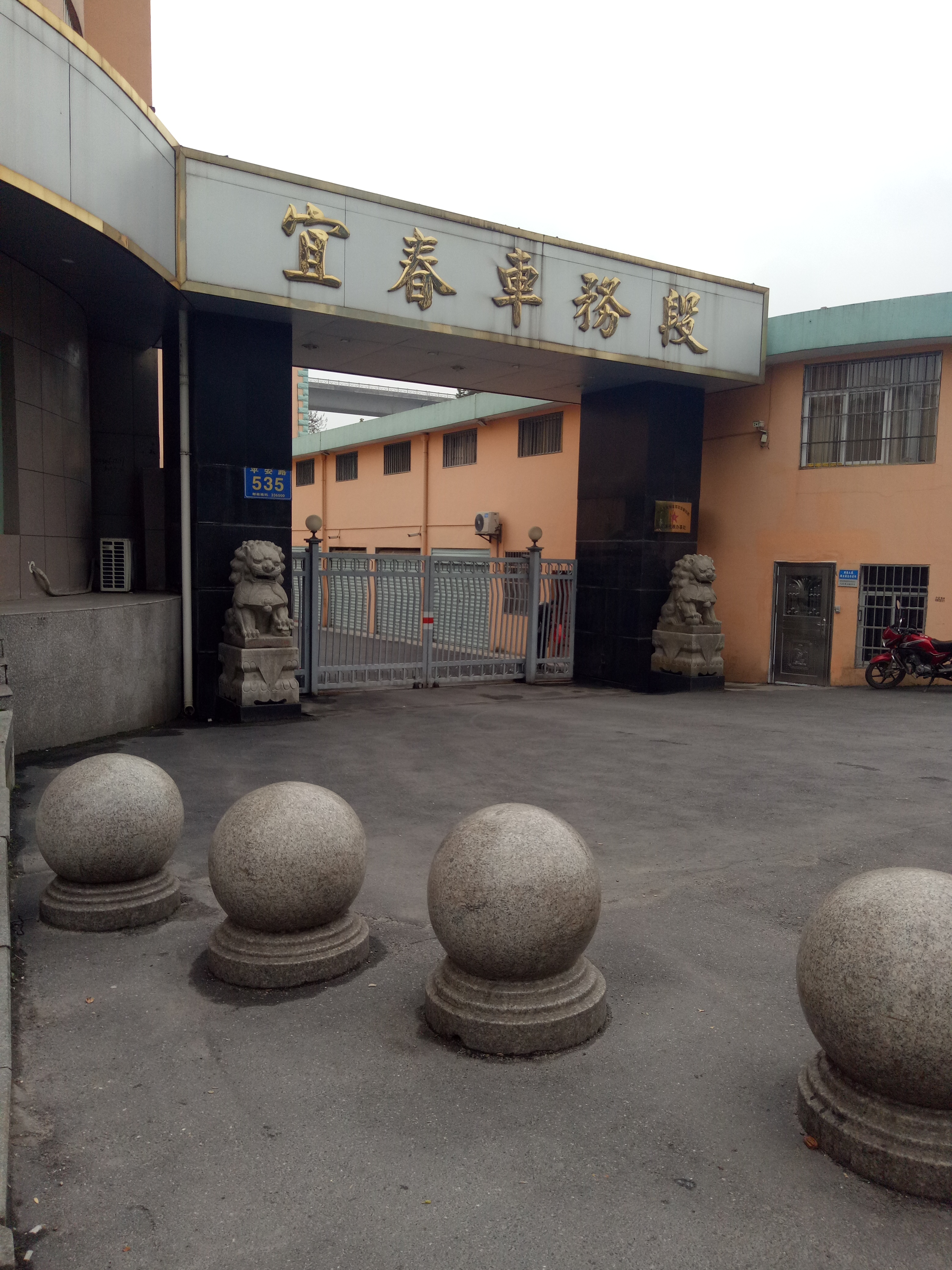

宜春车务段是南昌铁路局的一个直属段，负责管理江西省西部沪昆线、沪昆客运专线、上新线、分文线、醴茶线和吉衡线的部分车站，同时担当部分列车的客运乘务工作。宜春车务段机关总部位于江西省宜春市平安路535，即宜春西站广场东侧。

## 历史
- 1979年1月宜春、安福中心站和新余乘务室合并成立宜春车务段；1999年1月萍乡站划人宜春车务段管辖；2002年南昌铁路局重新设立萍乡直属二等站[1]。
- 2004年12月13日宜春车务段、新余车务段（张家山及以西各站）、萍乡站合并组成新的宜春车务段[1]。
- 2005年年底管辖浙赣线张家山—老关22个车站，[2]以及周边支线车站。
- 2006年3月20日18时起将被撤销的南昌车务段原管辖的京九线浙赣线潭岗、小港口（2006年4月撤销）、丰城、拖船埠、樟树及丰洛支线桥东、洛市7个车站划给宜春车务段管辖[1][3][4]。
- 2007年5月铁道部将广州铁路(集团)公司沪昆株洲以东的线路以及酸茶线划给南昌铁路局管辖，沿线原株洲车务段管辖车站划给宜春车务段管辖[1]。
- 2011年1l月27日沪昆线张家山以东5个站及丰洛线2个站划归南昌车务段管辖，接管支线综合段的分文线8个车站，调整后本车务段管辖39个车站[5]。
- 2014年7月1日吉衡线开通客运，确认管辖沿线炎陵站、茶陵南站、茶陵西站（排前站）、攸县南站、安仁站、禾市站、浣溪站、云盘站[6]。
- 2014年9月16日沪昆客运专线南昌西—长沙南开通客运，新增管辖高安站、新余北站、新宜春站和萍乡北站[6]。
- 2019年11月30日，宜春车务管内醴陵、攸县、茶陵、安仁、炎陵等车站建制划入广州铁路局管理，同时调度、通信和信号系统整体自12月1日起切入广州铁路局[7]。

## 所辖车站
- 沪昆线：临江镇-灯芯桥站；上新线；分文线；醴茶线；吉衡线：浣溪以东；沪昆高速线：高安-萍乡北[8]；设53个站、1个线路所[9]。